# 사고전서
《사고전서》(四庫全書)는 1773년 (건륭 38년) 청 제국의 건륭제의 명으로 1781년 (건륭 46년)에 편찬 및 완성된 총서이다. 전 3,503부 79,337권에 달한다.

## 개요
전체 구성은 수(隋), 당(唐) 이래로 황실의 도서관이었던 집현서원(集賢書院)에서 황실의 장서를 4부(四部) 즉 경(經) ・ 사(史) ・ 자(子) ・ 집(集)으로 나누었던 것에서 유래해 분류 정리하였기 때문에 사고전서라고 한다. 사부의 책의 표지는 각각 녹색(경부), 적색(사부), 청색(자부), 회색(집부) 등의 색깔로 구분되어 있다.
광범위한 자료를 망라하고 있으며, 자료의 보존에 막대한 공헌을 했던 반면 청 왕조의 국가 통치에 장해가 되는 것으로 간주되는 서적들은 금서로 취급해 수록되지 못한 서적도 3천 점에 달한다. 또한 수록되었다고 해도 원서의 내용을 개변하거나 삭제하는 등의 사례도 보이기 있어서 취급에 주의가 필요하다. 또한 사고전서 편찬 이후에 보다 우수한 텍스트가 발견되어 교감된 서적도 있는데 이런 경우 비록 사고전서본에 개찬이 없더라도 사고전서본 이외를 사용하는 것이 바람직하다.
본서의 해제(解題)목록으로써 사고전서총목제요(四庫全書総目提要) 200권이 작성되었다.
중국 국내의 문헌뿐 아니라 한국, 일본, 베트남 등지의 한적들도 수록하고 있으며, 그리스의 에우클레이데스가 쓴 《기하원본》(幾何原本)이나 예수회 선교사 사바티노 데 우르시스(Sabatino de Ursis)의 저작도 포함되어 있다.
아편전쟁, 애로호 사건, 태평천국의 난 등으로 소실되기도 하였다. 현존하는 것은 북경도서관 (문진각), 대만에 위치한 국립고궁박물원 (문연각), 간쑤성 도서관 (문소각), 저장성 도서관 (문란원)의 4부가 전한다.

## 편찬

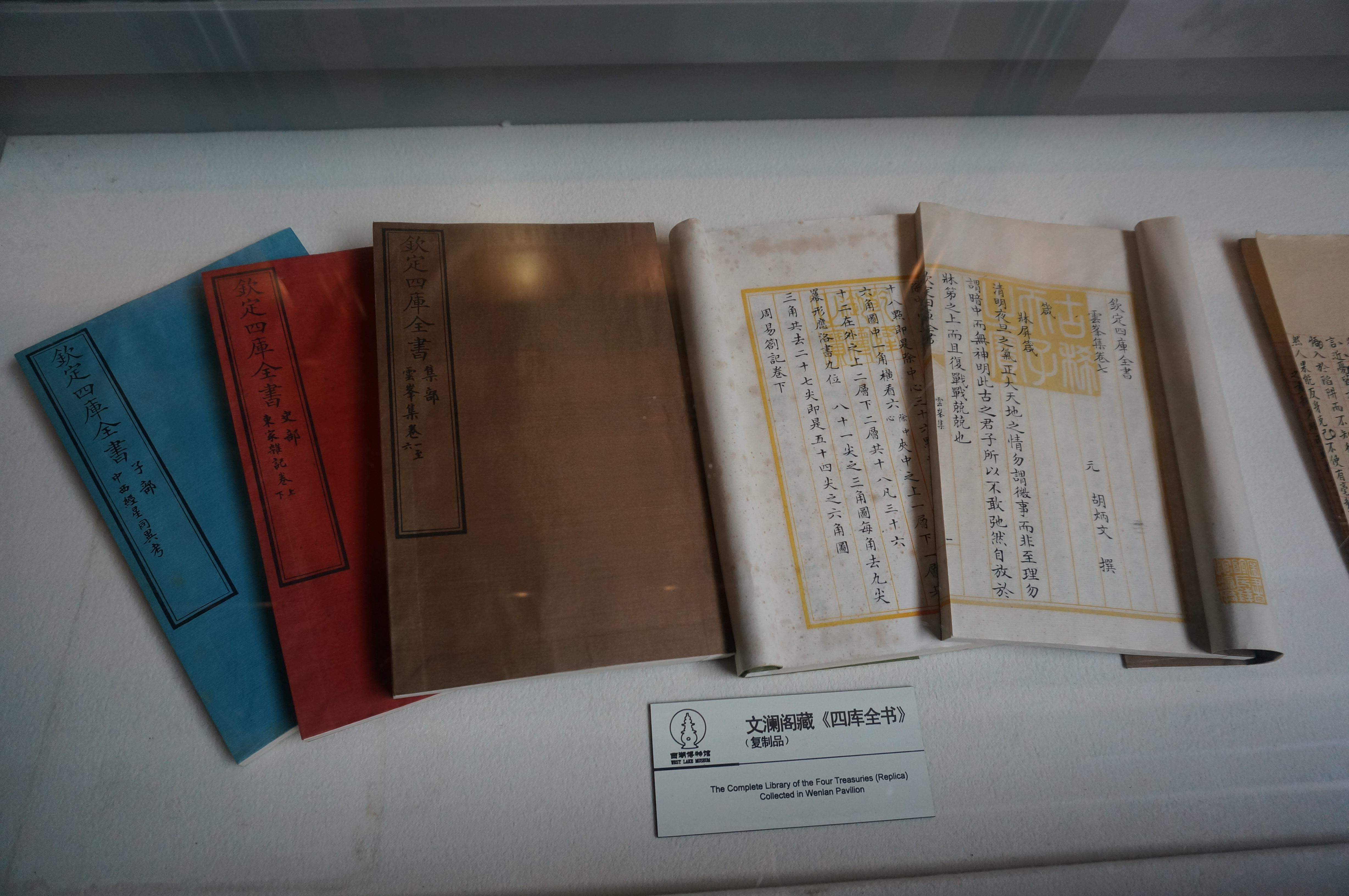
항주 문란각 소장 사고전서(복제품).

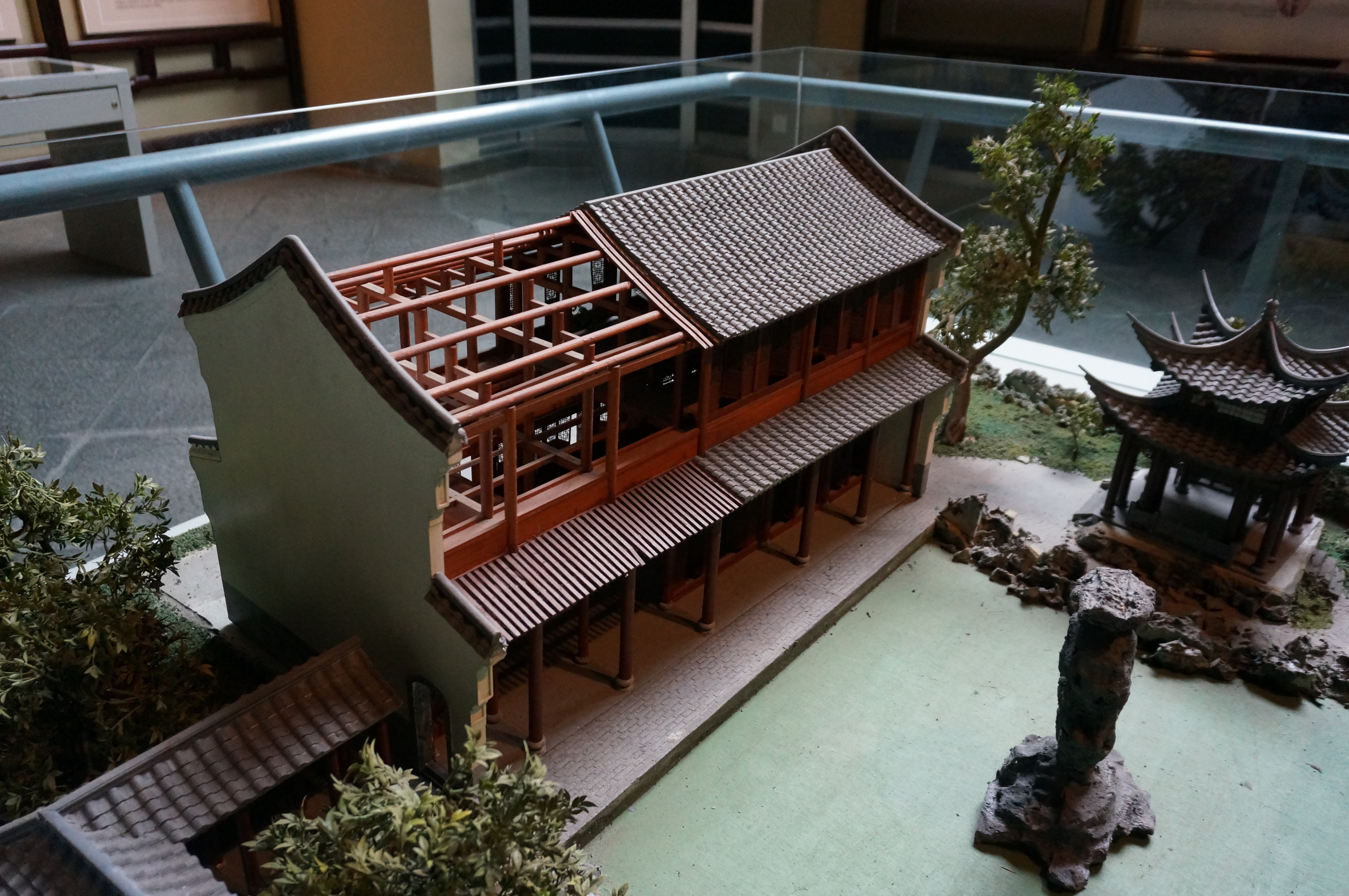
사고전서가 소장된 도서관 가운데 하나였던 항주 문란각의 복원 모형.

청 건륭(乾隆) 38년(1773년) 2월 청 조정은 《사고전서》 편찬을 맡을 사고전서관(四庫全書館)을 세우고 총책임자는 건륭제의 제6황자였던 영용(永瑢)이 맡았으며 내각대학사(内阁大学士) 우민중(于敏中)을 총재로 임명하고 대학사 및 6부의 상서와 시랑들이 부총재를 맡았다. 당시 저명한 학자로 칭송이 있던 기윤(紀昀)을 총찬관(總纂官)으로 삼아서 이 방대한 편찬 사업을 개시하였다. 육석웅(陸錫熊)、손사의(孫士毅)、대진(戴震)、주영년(周永年)、소진함(邵晋涵) 등의 학자들도 편찬에 참예하였다. 편찬자 명단에 정식으로 이름을 올린 문인과 학자만 360명 이상에 달했고 초사(抄寫)를 맡은 인원도 3,600명이나 되었다.
《사고전서》에는 당시 중국 전역에서 모은, 각지에서 유통되고 있던 서적과 청 황실 도서관에서 소장하고 있던 서적 및 《영락대전》(永樂大典) 가운데 보존 상태가 양호한 책이 수록되었다. 책을 징수하는 기준은 성학(性學, 성리학)의 치법(治法), 전장(典章)을 심사하고 구류백가(九流百家)의 말을 명기한 것을 우선으로 하였으며, 족보(族譜), 척판(尺牘), 병장(屏障), 수언(壽言), 창수한 시문 등등은 고려 대상에 들지 않았다. 통계에 따르면 《사고전서》 편찬을 위해 징수된 서적으로 밝혀진 것만 13,501종에 달했고 가장 많은 책을 바쳤던 포사공(鲍士恭), 범번주(范懋柱), 왕호숙(汪启叔), 마유(馬裕) 네 사람에게는 특별히 내부(內府)에서 인쇄한 《고금도서집성》(古今图书集成) 1부씩이 하사되었다고 한다.
건륭 49년(1784년) 4부의 전질이 잇따라 완성되었는데, 완성된 전질은 모두 7부였으며, 우선 북경 자금성(紫禁城)의 문연각(文淵閣), 수도 교외의 원명원(圓明園) 문원각(文源閣), 허투알라 행궁(盛京行宫)의 문소각(文溯閣), 승덕(承德) 피서산장(避暑山莊)의 문진각(文津閣)에 나누어 보관하였는데 이들을 아울러 내정사각(內廷四閣, 또는 북사각北四閣)이라고 하였다. 또한 진강(鎭江) 금산사(金山寺)에 문종각(文宗閣)，양주(揚州) 대관당(大觀堂)에 문회각(文匯閣)，항주(杭州) 서호행궁(西湖行宫) 고산성인사(孤山聖因寺)에 문란각(文瀾閣)을 세웠는데 이들을 강절삼각(江浙三閣, 남삼각南三閣이라고도 한다)이라고 불렀으며 이곳에 각기 초본(抄本) 1부씩을 소장하였다. 부본(副本)은 수도의 한림원(翰林院)에 보존되었는데, 문연각본(文淵閣本)이 가장 먼저 완성되어 교감이 정밀하고 글자체 또한 깔끔하였다고 한다.

## 취사선택된 수록
《사고전서》에 수록한 책은 경부 66종, 사부 41종, 자부 103종, 집부 175종 4946권으로 서적의 복원, 발굴에 큰 기여를 한 것은 사실이지만 청조의 통치에 있어서 불리한 내용이 기술된 책은 싣지 않았거나 금서를 한 부분도 엿보인다. 병부(兵部)의 보고에 의하면 건륭 39년부터 건륭 47년 사이에 24번의 분서(焚書)로 538종 1만3862권의 책이 소실되었다고 전한다. 《사고전서》의 편찬으로 많은 수의 서적에 대한 금서, 분서 등의 서적파괴가 발생했다. 《사고전서》의 편찬과정에서 2400여 종의 책과 목판이 불살라졌고, 400종 이상의 책이 공식적 명령에 의해 수정됐다.
건륭 52년(1787년) 건륭제 자신이 몸소 《사고전서》를 열람하다 청 왕조를 헐뜯는 자구를 발견하고 《사고전서》를 다시 대대적으로 교정할 것을 명해서 최종적으로 《제사동이록》(諸史同異錄) 등 11부의 저서가 사고전서에서 삭제되었다. 다만 이들 11부의 저서는 《사고전서》에서 삭제된 뒤에도 여전히 궁중에 남아 있었고 파기되지도 않았으며 이 가운데 9부는 오늘날까지도 전해지고 있다.

## 같이 보기
- 청나라
- 건륭제
- 강희자전(康熙字典)
- 팔기만주씨족통보
- 흠정만주원류고
- 문사철